# 广谷站
廣谷站（：／ Gwanggok yeok */?）是位于韩国全罗南道寶城郡蘆洞面广谷里的一座鐵路站，属于庆全线。

## 历史
- 1932年11月1日 - 落成使用[1]。
- 1944年6月15日 - 停止使用[2]。
- 1959年7月15日 -重新使用[3]。

## 相鄰車站
韓國鐵道公社
慶全線
寶城－廣谷－鳴鳳